# Briollay
Briollay là một xã thuộc tỉnh Maine-et-Loire trong vùng Pays de la Loire tây nước Pháp. Xã này nằm ở khu vực có độ cao từ 13-64 mét trên mực nước biển.
Thị trấn có vườn thực vật Briollay.